# Casa Gualandi
Casa Gualandi è un palazzo medievale di Pisa, situato tra il Lungarno Gambacorti e via Sant'Antonio, davanti alla chiesa di Santa Maria della Spina.
L'edificio, in passato dimora della famiglia pisana dei Gualandi, mostra ancora in facciata la sua ossatura medievale del XII secolo, con alti piedritti in pietra verrucana che arrivano al soffitto, dove sono accennati degli archi a sesto acuto, oggi sostituiti in una successiva trasformazione che vi ha aperto delle finestre. Ai vari piani si vedono gli archi ribassati, realizzati in cotto, che sostenevano i solai dei diversi livelli di calpestio; quelli del secondo piano hanno la ghiera sporgente e decorata. Le grandi finestre rettangolari sono tutte di epoca più tarda.